# Charles Day
Charles Day   (Colville, 19 d'octubre de 1914 - Seattle, 26 de maig de 1962) fou un remer estatunidenc que va competir durant la dècada de 1930.
El 1936 va prendre part en els Jocs Olímpics de Berlín, on guanyà la medalla d'or en la prova del vuit amb timoner del programa de rem.
Estudià a la Universitat de Washington.